# Enoplognatha tuybaana
Enoplognatha tuybaana là một loài nhện trong họ Theridiidae.
Loài này thuộc chi Enoplognatha. Enoplognatha tuybaana được Alberto Barrion & James A. Litsinger miêu tả năm 1995.